# باشگاه ورزشی یوکوهاما
باشگاه ورزشی یوکوهاما (انگلیسی: YSCC Yokohama) یک باشگاه فرهنگی و ورزشی در شهر  یوکوهاما، ژاپن است.
این باشگاه که در سال ۱۹۸۶ تاسیس شده در لیگ ۳ ژاپن بازی میکند.